# Świerklaniec (gmina)
Pour les articles homonymes, voir Świerklaniec (homonymie).
La gmina de Świerklaniec est une commune rurale de la voïvodie de Silésie et du powiat de Tarnowskie Góry. Elle s'étend sur 44,26 km2 et comptait 10 984 habitants en 2006. Son siège est le village de Świerklaniec qui se situe à environ 7 kilomètres à l'est de Tarnowskie Góry et à 21 kilomètres au nord de Katowice.

## Villages
La gmina de Świerklaniec comprend les villages et localités de Nakło, Nowe Chechło, Orzech, Świerklaniec et Wymysłów.

## Villes et gminy voisines
La gmina de Świerklaniec est voisine des villes de Miasteczko Śląskie, Piekary Śląskie, Radzionków et Tarnowskie Góry, et des gminy de Bobrowniki et Ożarowice.